# Rönnelmoor

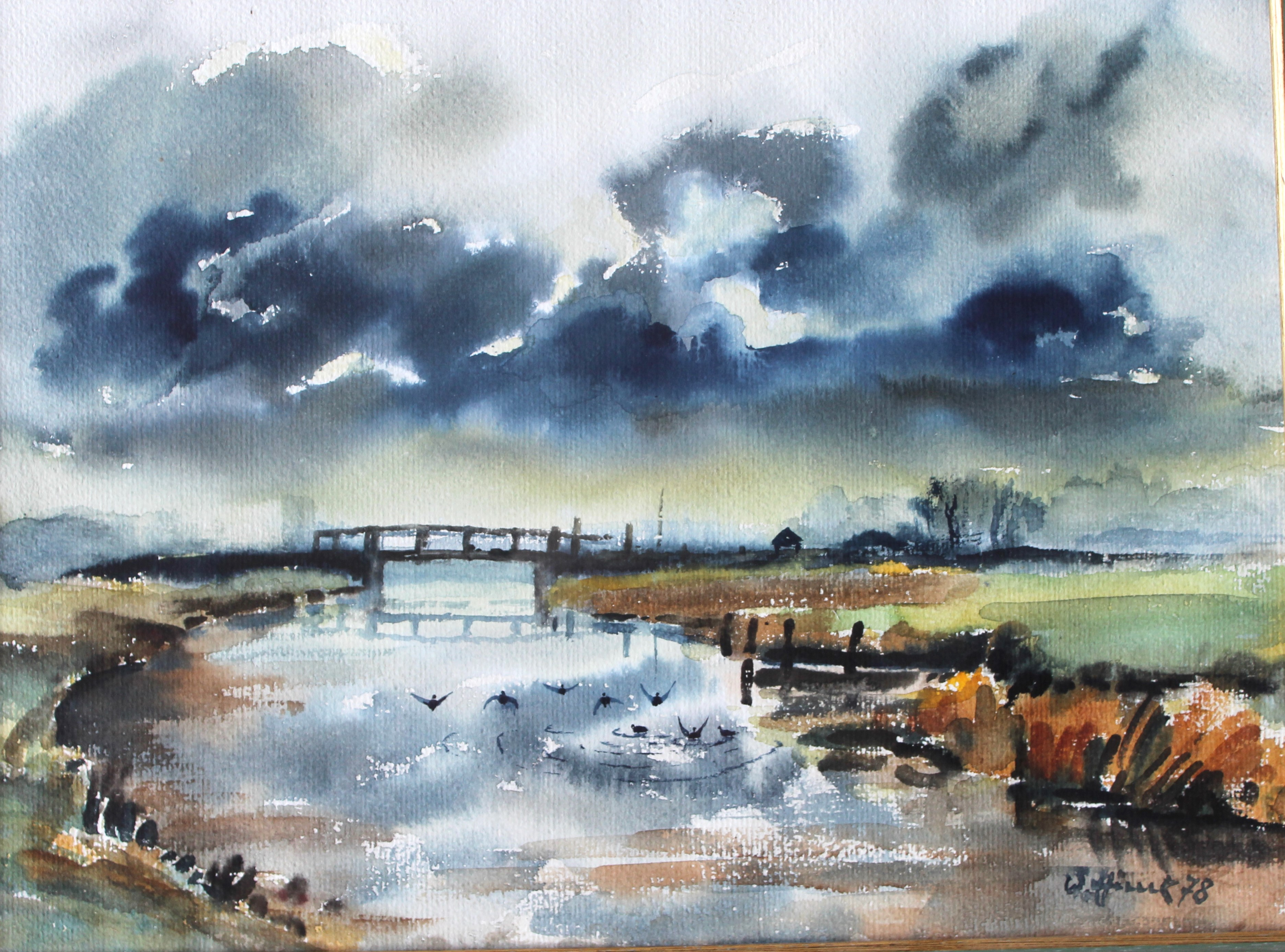
Willy Hinck: An der Rönnel (Aquarell, 1978)

Rönnelmoor ist eine Bauerschaft der Gemeinde Jade (Landkreis Wesermarsch) im Nordwesten von Niedersachsen. Der Ort hat seinen Namen von der Rönnel, einem Graben. In Rönnelmoor leben gut 160 Menschen (Stand 2017. Quelle: Gemeindeverwaltung Jade).

## Geografie
Rönnelmoor liegt im Osten der Gemeinde Jade und grenzt an die Nachbargemeinden Ovelgönne und Stadland.

## Geschichte
Die Besiedlung erfolgte im frühen 19. Jahrhundert. Als Gründungsdatum kann der 11. September 1800 angesehen werden. Rönnelmoor war bis 1811 Teil der Vogtei Schwei. Bis zum Jahr 1845 gab es in Rönnelmoor 64 Kolonisten, die bei der Kultivierung der Moore mithalfen. Eine direkte Straße nach Schweiburg existierte bis Mitte des 19. Jahrhunderts nicht.
In der ersten Hälfte des 19. Jahrhunderts erhielt Rönnelmoor eine Schule. Diese hatte in der Spitze mehr als 100 Schüler. Im Jahr 1965 wurde die Schule geschlossen.

## Sport und Vereinsleben
- Der Schützenverein Rönnelmoor e.V. wurde 1955 gegründet und hat gut 100 Mitglieder.[6]
- Der TuS Rönnelmoor feierte im Jahr 2007 sein 100-jähriges Bestehen.[7]
- Die SG Schwei/Seefeld/Rönnelmoor wurde 1992 als Spielgemeinschaft von TuS Schwei, Seefelder TV und TuS Rönnelmoor gegründet. 1994 wurde hieraus die Sportgemeinschaft. Sie zählte im Jahr 2015 330 Mitglieder.[8] Die erste Herrenmannschaft nimmt derzeit (2018/19) am Spielbetrieb der 2. Kreisklasse (Staffel 2) des Fußballkreises Jade-Weser-Hunte, der niedrigsten Spielklasse, teil.[9]
- Großen Stellenwert hatte in Rönnelmoor das Freibad, das 1951 eröffnet und 2000 geschlossen wurde. Es war zeitweise das einzige Schwimmbad im Landkreis Wesermarsch und zählte an sonnigen Tagen bis zu 700 Besucher.[10]

## Trivia
- Für den Film Sörensen hat Angst von und mit Bjarne Mädel wurde unter anderem in Rönnelmoor gedreht.[11]